# Ordem de São Maurício (Estados Unidos)
A Ordem de São Maurício foi criada em 1996 no padrão do Medalhão da St. Cavalry & Armour Association e é concedida pela Associação Nacional de Infantaria e o certificado é assinado pelo Chefe de Infantaria do Exército dos Estados Unidos. É nomeado após São Maurício, o líder da Legião Romana de Tebas no século III.
Os cinco níveis da Ordem de São Maurício são: "A Ordem de São Maurício tem cinco níveis. Um candidato à Ordem de São Maurício deve ter servido à comunidade de Infantaria com distinção; deve ter demonstrado uma contribuição significativa em apoio à Infantaria; e deve representar os mais altos padrões de integridade, caráter moral, competência profissional e dedicação ao dever. O mesmo medalhão é usado para cada nível, com um anexo que identifica o nível".
- Primicerius – O nível mais alto, para aqueles que deram uma contribuição significativa à Infantaria. Os premiados mais significativos recebem o Prêmio Doughboy. Deve ser ou ter sido ramo de infantaria.
- Centurião – Para oficiais de nível médio, brigada e batalhão e suboficiais e nomeados especiais que deram uma contribuição extraordinária à Infantaria. Deve ser ou ter sido ramo de infantaria.
- Legionário – Por uma contribuição notável ou visível à Infantaria. O pessoal do ramo não-infantaria é elegível.
- Peregrinus – Para militares estrangeiros que serviram ou apoiaram a infantaria do exército dos EUA.
- Civis – Para civis que fizeram contribuições significativas ou destacadas para a Infantaria.

O Escudo de Esparta é um prêmio para os cônjuges que contribuíram, de alguma forma, para a Infantaria. A Ordem de São Maurício e o Escudo de Esparta são concedidos pela Associação Nacional de Infantaria e pelo Chefe de Infantaria do Exército dos EUA (Comandante Geral de Fort Benning).

## Homônimo
São Maurício foi o Primicerius da Legião Theban. Em 287 dC, marchou a serviço do Império Romano, lutando contra a revolta nos gauleses de Berguadae. Seus homens eram compostos inteiramente de cristãos recrutados do alto Egito, perto do vale dos reis. A Legião marchou para o Mar Mediterrâneo, foi transportada e viajou pela Itália para uma área na Suíça. Servindo sob Augusto Maximiano Hércules, mais conhecido na história como Maximiano, Maurice recebeu ordens para que seus legionários oferecessem sacrifícios pagãos antes da batalha perto do Ródano em Martigny. A Legião Theban recusou-se a participar e também se recusou a matar civis inocentes no cumprimento de seus deveres, e retirou-se para a cidade de Agaunum. Enfurecido, Maximian ordenou que todo décimo homem fosse morto, mas eles ainda recusaram. Uma segunda vez, o general ordenou que os homens de Maurice participassem e novamente eles recusaram. Maurice declarou seu desejo sincero de obedecer a toda ordem legal aos olhos de Deus. "Vimos nossos camaradas mortos", veio a resposta. “Em vez de tristeza, nos alegramos com a honra que lhes foi dada.” Maximiano ordenou o massacre dos tebanos e o martírio de São Maurício. 22 de setembro é o dia da festa tradicional."